# モナコの軍事
ここでは、モナコの軍事（モナコのぐんじ）について解説する。

## 概要
モナコは、事実上軍隊を保有しておらず、モナコの領土防衛はフランスが責任を持つこととなっている。ただし2005年締結の条約により、緊急事態を除き、フランス軍の派兵に際してモナコ側の要請・同意が必要とされている。
武装部隊としては、内務省の傘下に大公銃騎兵中隊（Compagnie des Carabiniers du Prince）を保有している。1817年に領域警備のために設立されたものであり、人員は約100名。そのうち、士官はフランスで訓練されている。これは事実上、警備・儀仗部隊であり、観光地である海岸を始めとして、領域警備を行っており、宮殿については、士官2名を含む10名で常に警備にあたっている。衛兵の交代は正午に行われ、観光イベントとなっている。この他、27名で構成された軍楽隊も保有している。
内務省の傘下には消防隊(Corps des Sapeurs-Pompiers)もあり、人員130名を有する。これはフランス軍において訓練を受けており、市民防衛のため、銃の訓練や武器管理も行なっている。
ほかに内務省所属の警察があり、市内警備・国境警備などにあたっている。